# Vilnesfjorden
Vilnesfjorden er den ydre del af Dalsfjorden i Fjaler og Askvoll kommune i Vestland fylke i Norge. Den er en fortsættelse af Buefjorden og strækker sig omkring 15 kilometer mod øst.
Fjorden har indløb ved øen Lammetu i syd og Ørnetuva ved bygden Vilnes, som fjorden er opkaldt efter, i nord. Bygden  Grytøyra ligger på sydsiden af fjorden ved Furnes og den 2 km lang Furevågen. Lidt længere inde i fjorden ligger Kysneset med bugten Gjølangen på østsiden. Inderst i Gjølangen ligger bygden Gjølanger. 
Den yderste del af fjorden ligger på sydsiden af Atløy. Mellem Atløy og fastlandet ligger Granesundet som strækker sig mod nord til Stongfjorden. På vestsiden af Granesundet ligger Askvika ved byen og kommunecenteret Askvoll. Fra Askvoll går der tre færgeforbindelser. En til Fure på sydsiden af Vilnesfjorden, en til Atløy og en til Værlandet. Dertil  går det færge fra Fure til både Atløy og Værlandet. Ved Ytre Åsnes ender Vilnesfjorden og Dalsfjorden fortsætter videre mod øst ind i landet. 
61°18′39″N 5°4′37″Ø / 61.31083°N 5.07694°Ø